# Claise
Die Claise ist ein Fluss in Frankreich, der in der Region Centre-Val de Loire verläuft. Er entspringt im Gemeindegebiet von Luant, entwässert generell in nordwestlicher Richtung, durchquert den wasserreichen Regionalen Naturpark Brenne und mündet nach rund 87 Kilometern beim Ort Rives, im Gemeindegebiet von Abilly, als rechter Nebenfluss in die Creuse. Die Claise durchquert auf ihrem Weg die Départements Indre und Indre-et-Loire.

## Orte am Fluss
- Vendœuvres
- Mézières-en-Brenne
- Martizay
- Bossay-sur-Claise
- Preuilly-sur-Claise
- Le Grand-Pressigny
- Abilly